# Jamil Aziz
Jamil Aziz (in arabo جميل عزيز‎?; 1905) è stato un cestista egiziano.

## Carriera
Ha militato nella nazionale di pallacanestro dell'Egitto che ha disputato i Giochi olimpici del 1936.